# 武吉班讓輕軌
武吉班讓輕軌（英語：Bukit Panjang LRT line）是新加坡武吉班讓的自動導向交通，是唯一一條由SMRT地鐵營運的新加坡輕軌。武吉班讓輕軌全長7.6公里，共設13個車站，全部設於武吉班讓和蔡厝港地區。
武吉班讓輕軌是新加坡第一條輕軌，於1999年11月6日由新加坡副總理陳慶炎主持通車。武吉班讓輕軌全線高架，屬於自動旅客捷運系統，採用龐巴迪Innovia APM 100 C801和C801A列車，以兩節編組營運。武吉班讓輕軌以頻繁故障聞名，並有全面整修的計劃。

## 历史
武吉班让轻轨的想法最初于1991年提出，然后政府宣布（1994年）它将在那里试行该系统。两年后的1996年，武吉班让轻轨的建设开始了，沿途有一些捷运线路有所不同：
- 它成为第一条（也是当时唯一的）无人驾驶全自动鉄路的线路（无人驾驶列车从2003年的东北线路开始将扮演重要角色）
- 有14个车站，武吉班让车站之间将形成一个循环
- 在以前的十里广场轻轨站有一个综合开发项目，包括一个站，车厂和购物中心。

时任蔡厝港区国会议员刘绍济说，轻轨计划在地面上行驶，以避免电车的道路安全问题，并且因为它阻碍了KTM轨道。他回顾了90年代初在兀兰路和蔡厝港路路交界处的“可怕”交通拥堵，他解释说：“由于交通不畅，武吉班让居民无法使用蔡厝港地铁站和巴士转换站前往各地，包括市区。”克兰芝高速公路于1994年通车，这使大多数繁忙的交通分流并解决了这个问题。他还要求建造巴士专用的高架桥以缓解交通拥堵，但由于轻铁成为唯一的主要选择，因此该请求被拒绝。
早在1994年，当时的运输部长马宝山就告诉国会需要“高效且负担得起的”公共交通，并且正在研究轻铁作为区内支线服务的潜力。 轻轨还有其他意图要替换所有的支线巴士。如今，居民拥有轻轨和少量的支线巴士服务。
该项目已与Adtranz，吉宝公司和金门建筑签订合同，于1999年11月6日完成。
1997年8月5日，由于SMRT运营地铁具有充足的经验，新加坡陆路交通管理局决定授予SMRT运营这条轻轨线路的许可。
2010年12月10日，十里广场站由于车站改造而关闭，于2011年12月30日重新开放；然而，由于客流低迷，十里广场站于2019年1月13日永久关闭，成为新加坡第一个永久关闭的运营铁路站。

## 路綫
武吉班讓輕軌现有的兩條路綫包括：
- A綫：以蔡厝港站為起點及終點站，沿途行經信佳站；是順時針方向行駛的循環綫。（由2019年12月1日起只在工作日繁忙時段服務，並由976巴士綫取代）
- B綫：以蔡厝港站為起點及終點站，沿途行經柏提站；是逆時針方向行駛的循環綫。

另有一條已經停止服務的路綫：
- C綫：以十里廣場站為起點及終點站，沿途行經武吉班讓站和信佳站；是順時針方向行駛的穿梭綫。（已於2019年1月13日起停止服務）

## 車站

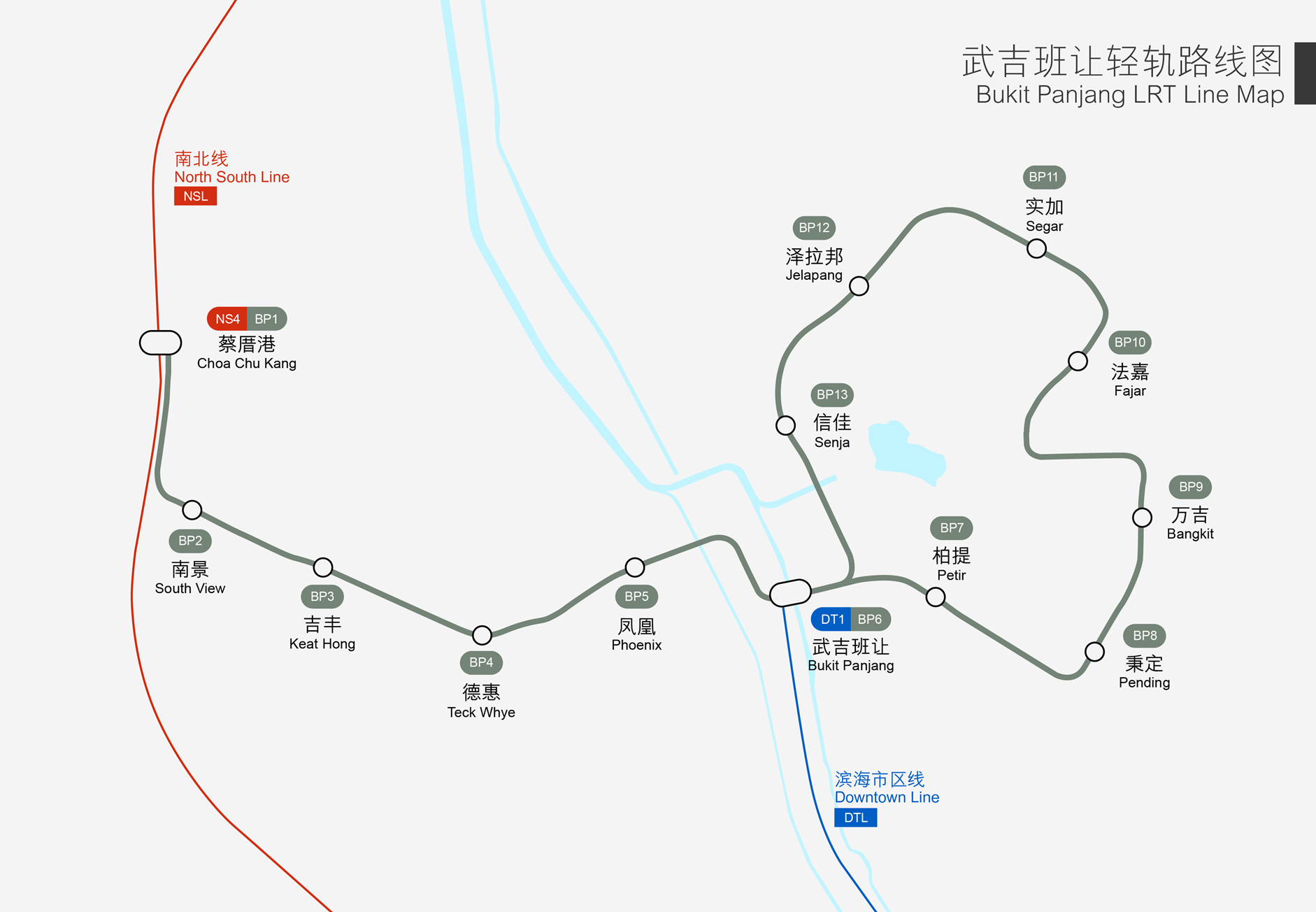
現時路線圖

| 車站編號     | 車站名稱 | 車站名稱      | 車站名稱  | 車站接駁          | 啟用日期       |
| 車站編號     | 中文     | 英文          | 泰米爾語  | 車站接駁          | 啟用日期       |
| ------------ | -------- | ------------- | --------- | ----------------- | -------------- |
| 武吉班让轻轨 |          |               |           |                   |                |
| BP1 NS4      | 蔡厝港   | Choa Chu Kang | சுவா சூ காங்   | 南北綫 公交转乘站 | 1999年 11月6日 |
| BP2          | 南景     | South View    | சவுத் வியூ    |                   | 1999年 11月6日 |
| BP3          | 吉豐     | Keat Hong     | கியட் ஹோங்    |                   | 1999年 11月6日 |
| BP4          | 德惠     | Teck Whye     | டெக் வாய்     |                   | 1999年 11月6日 |
| BP5          | 鳳凰     | Phoenix       | ஃபீனிக்ஸ்     |                   | 1999年 11月6日 |
| BP6 DT1      | 武吉班讓 | Bukit Panjang | புக்கிட் பாஞ்சாங் | 市区线 公交转乘站 | 1999年 11月6日 |
| BP7          | 柏提     | Petir         | பெட்டீர்      |                   | 1999年 11月6日 |
| BP8          | 秉定     | Pending       | பெண்டிங்      |                   | 1999年 11月6日 |
| BP9          | 萬吉     | Bangkit       | பங்கிட்      |                   | 1999年 11月6日 |
| BP10         | 法嘉     | Fajar         | ஃபஜார்      |                   | 1999年 11月6日 |
| BP11         | 實加     | Segar         | செகார்       |                   | 1999年 11月6日 |
| BP12         | 澤拉邦   | Jelapang      | ஜேலப்பாங்     |                   | 1999年 11月6日 |
| BP13         | 信佳     | Senja         | செஞ்சா       |                   | 1999年 11月6日 |

## 列车
该线使用庞巴迪Innovia APM 100胶轮电动列车，与2006年前樟宜机场高架旅客运送车使用的列车同款。 其中第一批代号C801的列车于1999年投入服务，第二批代号C801A的列车则在2014年年底投入服务，第三批代号C801B的列车在2024年投入服务。每组列车长12.8米。
为应对日益增长的客流，该线于2015年起全数采用重联编组。列车通常在十里广场站完成重联。

## 故障与事故
自1999年开通运营以来，武吉班让轻轨曾发生多起故障与意外事故。

### 故障
- 2000年11月19日，两组轻轨列车在凤凰站相撞，其中一列载有20名乘客，导致其中5人受伤。轻轨服务随即中断七个小时，随后分阶段恢复，于当天下午14:30分再次恢复正常运行。
- 2015年3月9日晚高峰，信佳站因电弧放电、电涌而发生大火，导致轻轨服务中断24小时。调查发现当天保险丝在发生电涌时并没有跳闸，导致火势蔓延，然而最终无法查出火势的起因。
- 2016年7月28日早晨，一组轻轨列车的天线故障导致信号故障。列车在实加站开车后，在泽拉邦、信佳与武吉班让三站都没有停车，最终在凤凰站停车。随后乘客受访时称，车上的紧急停车按钮与紧急电话皆发生故障。
- 2016年9月27日晚上，一组轨道出现故障，导致多列轻轨的集电板出现损坏。损坏的集电板则进一步损坏了全线多处的轨道，最终导致27日晚、28日全天的轻轨服务出现多次延误、中断。轻轨服务最终在28日晚17:45才恢复，且由于多组列车损坏，只能投入往常一半的运力。
- 2017年3月28日，一组列车在两个车站之间发生故障，65人在新加坡民防部队的引导下，被迫沿轨道行走至最近的车站。
- 2017年9月9日，由于轨道故障引发的信号故障，导致两组列车在凤凰与武吉班让站之间停车，第二组列车上的乘客被迫沿轨道行走至最近的车站。轻轨服务随即中断六个半小时。

### 意外事故
- 2017年3月24日凌晨，一名男子于法嘉站误入轨道，随后被轻轨列车碾压而身亡。此前在2000年曾于泽拉邦发生过同类事故，而2010年时亦有轻轨职工在凤凰站检查轨道时，被轻轨列车碾压身亡。